# Linda Stahl
Linda Stahl (née le 2 octobre 1985 à Steinheim) est une athlète allemande, spécialiste du lancer du javelot.

## Biographie
Elle se révèle lors de la saison 2007 en devenant championne d'Europe espoirs, à Debrecen, avec un lancer à 62,17 m. Elle se classe huitième des championnats du monde 2007 et sixième des championnats du monde 2009.

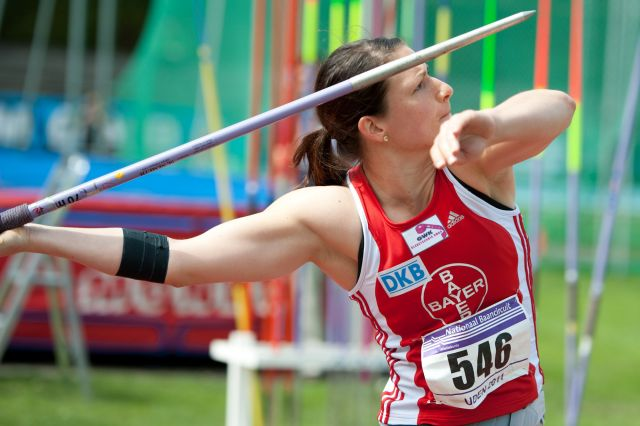
Linda Stahl en 2011.

Le 29 juillet 2010, Linda Stahl remporte son premier titre international majeur en s'imposant en finale des championnats d'Europe, à Barcelone, avec la marque de 66,81 m, améliorant de 75 cm son record personnel.
En 2012, l'Allemande termine troisième des championnats d'Europe d'Helsinki, puis obtient une nouvelle médaille de bronze à l'occasion des Jeux olympiques de Londres. Elle réalise à cette occasion son meilleur lancer de l'année avec 64,91 m mais s'incline finalement devant la Tchèque Barbora Špotáková et l'autre allemande Christina Obergföll.
Quatrième des championnats du monde 2013 à Moscou, Linda Stahl établit un nouveau record personnel en juin 2014 à l'occasion de l'Adidas Grand Prix de New York en établissant la marque de 67,32 m.
Après un début de saison compliqué, l'Allemande arrive aux Championnats d'Europe d'Amsterdam en juillet 2016 sans réelle grosse performance : avant son 6e jet de la finale, Stahl possédait une meilleure marque dans le concours à 60,80 m mais à l'occasion du dernier lancer, elle réalise 65,25 m et s'empare de la médaille d'argent derrière la Biélorusse Tatsiana Khaladovich (66,34 m). C'est par ailleurs sa 4e médaille consécutive dans cette compétition après l'or en 2010 et le bronze en 2012 et 2014.
Elle met un terme à sa carrière à l'issue de la saison 2016.

## Palmarès
| Date | Compétition                          | Lieu                  | Résultat | Marque  |
| ---- | ------------------------------------ | --------------------- | -------- | ------- |
| 2007 | Championnats d'Europe espoirs        | Debrecen              | 1re      | 62,17 m |
| 2007 | Championnats du monde                | Osaka                 | 8e       | 61,03 m |
| 2009 | Championnats du monde                | Berlin                | 5e       | 63,23 m |
| 2010 | Coupe d'Europe hivernale des lancers | Arles                 | 2e       | 60,56 m |
| 2010 | Championnat d'Europe                 | Barcelone             | 1re      | 66,81 m |
| 2010 | Coupe continentale                   | Split                 | 4e       | 60,37 m |
| 2012 | Championnats d'Europe                | Helsinki              | 3e       | 63,69 m |
| 2012 | Jeux olympiques                      | Londres               | 3e       | 64,91 m |
| 2013 | Coupe d'Europe hivernale des lancers | Castellón de la Plana | 3e       | 61,97 m |
| 2013 | Championnats du monde                | Moscou                | 4e       | 64,78 m |
| 2013 | Ligue de diamant                     | Ligue de diamant      | 3e       | détails |
| 2014 | Coupe d'Europe hivernale des lancers | Leiria                | 1re      | 61,20 m |
| 2014 | Championnats d'Europe par équipes    | Brunswick             | 3e       | 61,58 m |
| 2014 | Championnats d'Europe                | Zurich                | 3e       | 63,91 m |
| 2014 | Ligue de diamant                     | Ligue de diamant      | 3e       | détails |
| 2015 | Coupe d'Europe hivernale des lancers | Leiria                | 2e       | 62,12 m |
| 2015 | Championnats du monde                | Pékin                 | 10e      | 59,88 m |
| 2015 | Ligue de diamant                     | Ligue de diamant      | 9e       | détails |
| 2016 | Championnats d'Europe                | Amsterdam             | 2e       | 65,25 m |
| 2016 | Jeux olympiques                      | Rio de Janeiro        | 11e      | 59,71 m |

## Records
| Épreuve           | Performance | Lieu     | Date         |
| ----------------- | ----------- | -------- | ------------ |
| Lancer du javelot | 67,32 m     | New York | 14 juin 2014 |